# Kim Kyung-jae (cầu thủ bóng đá)
Đây là một tên người Triều Tiên, họ là Kim.
Kim Kyung-jae (sinh ngày 24 tháng 7 năm 1993) là một cầu thủ bóng đá Hàn Quốc thi đấu cho Jeonnam Dragons.